# رابرت کورتیز براون
رابرت کورتیز براون (انگلیسی: Robert Curtis Brown؛ زادهٔ آوریل ۱۹۵۷ (۶۷ سال)) یک بازیگر سینما اهل ایالات متحده آمریکا است.
او در فیلم حدس بزنید چه کسی بازی کرده‌است.